# Политика на сдържане
Политиката на сдържане (на английски: containment, deterrence) е геополитическа стратегическа външна политика, следвана от САЩ по време на Студената война, за да предотврати разпространението на комунизъм след края на Втората световна война. Името е слабо свързано с понятието „Санитарен кордон“, което има за цел да изолира СССР в периода между двете световни войни.
Като компонент от Студената война тази политика получава ответен отговор от Съветския съюз, като се засилва комунистическото влияние върху Източна Европа, Азия, Африка и Латинска Америка. Политиката на сдържане заема място между т.нар. разведряване (détente, подобряване на отношенията) и rollback (отхвърляне или активна смяна на режима). Идеята за доктрината е формулирана през 1946 г. в телеграма на американския дипломат Джордж Кенан до президента Труман. Като термин от международната политика на САЩ се среща за първи път в доклад на Кенан до министъра на отбраната на САЩ Джеймс Форестал през 1947 г., който след това е цитиран в статия в пресата.

## Корея
САЩ започват да следват политиката на сдържане, когато влизат в Корейската война, за да защитят Южна Корея от комунистическа инвазия от страна на Северна Корея. Първоначално САЩ целят само изтласкването на Северна Корея отвъд 38-ия паралел и възстановяването на суверенитета на Южна Корея, като по този начин гарантират оцеляването на Северна Корея като държава. Успехът на десанта в Инчон обаче вдъхновява САЩ и ООН да предприемат вместо това стратегия за rollback и сваляне на режима в комунистическа Северна Корея, като призовават за общонационални избори под егидата на ООН.  След това войските на генерал Дъглас Макартър напредват през 38-ия паралел в Северна Корея. Китайците, уплашени от възможно присъствие на САЩ на тяхната граница, изпращат голяма армия и побеждават силите на ООН, изтласквайки ги обратно зад 38-ия паралел. Труман публично намеква за възможно използване на атомна бомба, но Мао устоява на натиска. Този епизод се изтъква в полза на доктрината на сдържане вместо използването на rollback.

## Куба
По време на Карибската криза през 1962 г. администрацията във Вашингтон обсъжда възможността да използва rollback, за да премахне съветските ядрени ракети, които заплашват Съединените щати. Надвисва опасност от ядрена война, докато не се постига споразумение Съветският съюз да премахне ядрените си оръжия, а Съединените щати да премахнат ракетите си от Турция и да не нахлуват в Куба. Политиката на сдържане спрямо Куба е въведена от президента Джон Кенеди и продължава до 2015 г.

## Виетнам
Сенатор Бари Голдуотър, републиканският кандидат за президент през 1964 г., оспорва политиката на сдържане и пита: „Защо не победа?“ Линдън Джонсън, кандидатът на демократите, отговаря, че rollback крие риск от ядрена война. Той обяснява доктрината за сдържане, като цитира Библията. Голдуотър губи от Джонсън на изборите за президент през 1964 г. с голяма разлика. Джонсън се придържа плътно към политиката на сдържане по време на Виетнамската война. Отхвърляйки предложенията на генерал Уилям Уестморленд американските сухопътни сили да навлязат в Лаос и да прекъснат комунистическите снабдителни линии, Джонсън събира група от по-възрастни държавници, наречена „Мъдреците“. Групата включва Кенан, Ачесън и други бивши съветници на Хари Труман.
Организирането на митинги в подкрепа на войната не се насърчава поради опасения, че патриотичните нагласи ще предизвикат искания за победа и rollback. Военната отговорност е разпределена между трима генерали, така че да не може да се появи силен командир на театъра на военните действия, който да се противопостави на Джонсън така, както Макартър се противопоставя на Труман.
Ричард Никсън, който става президент през 1969 г., нарича външната си политика „разведряване“ – отслабване на напрежението. Въпреки че продължава да се стреми към ограничаване на Съветския съюз, тя се основава на политически реализъм, изхождайки от гледна точка на националните интереси, за разлика от „кръстоносен поход“ срещу комунизма или за демокрация. Акцентът е поставен върху преговорите със Съветския съюз относно ядрените оръжия, наречени Преговори за ограничаване на стратегическите оръжия (САЛТ). Никсън намалява военното присъствие на САЩ във Виетнам до минимума, необходим за ограничаване на комунистическия напредък, в рамките на политика, наречена „виетнамизация“. С продължаването на войната тя става все по-малко популярна. Конгресът, доминиран от демократите, принуждава републиканеца Никсън да се откаже от тази политика през 1973 г., като приема поправката „Кейс-Чърч“, която прекратява военното участие на САЩ във Виетнам и това е последвано от успешни комунистически инвазии в Южен Виетнам, Лаос и Камбоджа.

## Допълнителна информация
- Borhi, László. „Rollback, liberation, containment, or inaction? US policy and eastern Europe in the 1950s.“ Journal of Cold War Studies 1.3 (1999): 67 – 110.
- Duiker, William. US containment policy and the conflict in Indochina (Stanford University Press, 1994).
- John Lewis Gaddis, Strategies of Containment: A Critical Appraisal of American National Security Policy During the Cold War. 2004, a stanmdard scholarly history
- Gaddis, John Lewis. George F. Kennan: An American Life (Penguin, 2012).
- Garthoff, Raymond L. Détente and confrontation: American-Soviet relations from Nixon to Reagan (1985)
- Garthoff, Raymond L. The Great Transition: American-Soviet Relations and the End of the Cold War (1994)
- Hopkins, Michael F. „Continuing Debate And New Approaches In Cold War History,“ Historical Journal (2007), 50: 913 – 934 DOI:10.1017/S0018246X07006437
- Iatrides, John O. „George F. Kennan and the birth of containment: the Greek test case.“ World Policy Journal 22.3 (2005): 126 – 145. online
- Inboden III, William. Religion and American Foreign Policy, 1945 – 1960: The Soul of Containment (2008)
- George F. Kennan, American Diplomacy, (University of Chicago Press. 1984). ISBN 0-226-43147-9
- Logevall, Fredrik. „A Critique of Containment.“ Diplomatic History 28.4 (2004): 473 – 499.
- McConachie, Bruce. American Theatre and the Culture of the Cold War: Producing and Contesting Containment, 1947 – 1962 (University of Iowa Press, 2003).
- Nadel, Alan. Containment culture: American narratives, postmodernism, and the atomic age (Duke University Press, 1995).
- Ngoei, Wen-Qing. Arc of Containment: Britain, the United States, and Anticommunism in Southeast Asia. (Cornell University Press 2019)
- Ostermann, Christian F. Between containment and rollback: the United States and the Cold War in Germany (Stanford UP, 2021).
- Pieper, Moritz A. Containment and the Cold War: Reexaming the Doctrine of Containment as a Grand Strategy Driving US Cold War Interventions //   StudentPulse.com, 2012. Посетен на 22 August 2012.
- Soddu, Marco. „Truman Administration’s Containment Policy in Light of the French Return to Indochina.“ Foreign Policy Journal (2012): 1 – 7. online
- Spalding, Elizabeth. The first cold warrior: Harry Truman, containment, and the remaking of liberal internationalism (UP of Kentucky, 2006).

### Историография и спомени
- Anderson, Sheldon R.  „Condemned to Repeat it:“ lessons of History" and the Making of US Cold War Containment Policy (Lexington Books, 2008).
- Corke, Sarah-Jane. „History, historians and the Naming of Foreign Policy: A Postmodern Reflection on American Strategic thinking during the Truman Administration,“ Intelligence and National Security, Autumn 2001, Vol. 16 Issue 3, pp. 146 – 63.
- Drew, S. Nelson, and Paul H. Nitze. NSC-68 forging the strategy of containment (iane Publishing, 1994).
- Garthoff, Raymond L. A journey through the Cold War: a memoir of containment and coexistence (Brookings Institution Press, 2004).
- Kort, Michael. The Columbia Guide to the Cold War (1998)

|  | Тази страница частично или изцяло представлява превод на страницата Containment в Уикипедия на английски. Оригиналният текст, както и този превод, са защитени от Лиценза „Криейтив Комънс – Признание – Споделяне на споделеното“, а за съдържание, създадено преди юни 2009 година – от Лиценза за свободна документация на ГНУ. Прегледайте историята на редакциите на оригиналната страница, както и на преводната страница, за да видите списъка на съавторите. ВАЖНО: Този шаблон се отнася единствено до авторските права върху съдържанието на статията. Добавянето му не отменя изискването да се посочват конкретни източници на твърденията, които да бъдат благонадеждни. |